# Северное (Калмыкия)
Северное (также Мангут, калм. Маңһд —  переводе татар) — село в Лаганском районе Калмыкии, административный центр Северного сельского муниципального образования. Юго-западный пригород Лагани.
Население — 838 чел. (2021).

## Название
Первоначально село называлось Мангут (калм. Маңһд). Переводится с калмыцкого языка как татарин; татарский.

## История
Дата основания населённого пункта не установлена. Село входило в состав Лаганской, а с 1919 года Яндыковской волости Астраханского уезда Астраханской губернии. С 1925 года — в составе Бирючекосинского района. В 1927 году передан Калмыцкой автономной области. Задержка была связана с тем, что руководство Астраханской губернии настаивала на сохранении в своём составе Лагани и сёл Лаганской округи.
С 1927 года село входило в состав Северного аймака Эркетеновского улуса (с 1929 года — Северный сельсовет). Исполком Северного сельсовета находился в 10-15 км от села Мангут в селе Боро. Сельсовет получил название в связи нахождением на севере Эркетеновского улуса. С 1930 года в составе Приморского улуса, с 1935 года — Лаганского улуса, с 1938 года — Улан-Хольского улуса.
28 декабря 1943 года были депортированы калмыки. Указом Президиума ВС СССР от 27.12.1943 года «О ликвидации Калмыцкой АССР и образовании Астраханской области в составе РСФСР», как и другие населённые пункты Улан-Хольского улуса Калмыкии посёлок был включён в состав Каспийского района Астраханской области. В 1944 году образован колхоз «Красный Моряк».
В 1956 году в село начали возвращаться калмыки. В 1957 году на основании Указа Президиума ВС СССР «Об образовании Калмыцкой автономной области в составе РСФСР» посёлок был возвращён в состав Калмыкии.

## Физико-географическая характеристика
Село расположено в пределах Прикаспийской низменности, на берегах ерика Мангут, в 8 км от Каспийского моря. Средняя высота — 25 м ниже уровня мирового океана. Рельеф местности слабоволнистый. Характерной особенностью рельефа является наличие вытянутых в субширотном направлении так называемых бугров Бэра.
По автомобильной дороге расстояние до столицы Калмыкии города Элиста составляет 300 км, до районного центра города Лагань (до центра города) — 5 км.
Согласно классификации климатов Кёппена тип климата семиаридный (индекс BSk). Среднегодовая температура воздуха — 10,6 °C, количество осадков — 238 мм. В окрестностях села распространены бурые пустынно-степные солонцеватые почвы в комплексе с солонцами.

## Население
| 2002 | 2010  | 2011  | 2012 | 2013 | 2014 | 2015 |
| ---- | ----- | ----- | ---- | ---- | ---- | ---- |
| 983  | ↗1008 | ↘1007 | ↘993 | ↘981 | ↗986 | ↘962 |
| 2016 | 2017  | 2018  | 2019 | 2020 | 2021 |      |
| ↘947 | ↘928  | ↘897  | ↘893 | ↘891 | ↘838 |      |

Этнический состав
| Национальность | Численность | Процент |
| -------------- | ----------- | ------- |
| Калмыки        | 590         | 59,36%  |
| Русские        | 181         | 18,21%  |
| Татары         | 104         | 10,46%  |
| Казахи         | 60          | 6,04%   |
| Чеченцы        | 29          | 2,92%   |
| Аварцы         | 16          | 1,61%   |
| Рутульцы       | 7           | 0,7%    |
| Кумыки         | 4           | 0,4%    |
| Даргинцы       | 3           | 0,3%    |
| Всего          | 994         | 100%    |

## Инфраструктура
В Северном имеется библиотека, дом культуры. Среднее образование жители села получают в Северной средней общеобразовательной школе, дошкольное — в детском саду. Медицинское обслуживание жителей обеспечивает фельдшерско-акушерский пункт и Лаганская центральная районная больница.
Село электрифицировано и газифицировано.